# Monument (Colorado)
Monument é uma vila localizada no estado americano do Colorado, no Condado de El Paso.

## Demografia
Segundo o censo americano de 2000, a sua população era de 1971 habitantes.
Em 2006, foi estimada uma população de 2533, um aumento de 562 (28.5%).

## Geografia
De acordo com o United States Census Bureau tem uma área de 12,0 km², dos quais 12,0 km² cobertos por terra e 0,0 km² cobertos por água. Monument localiza-se a aproximadamente 2111 m acima do nível do mar.

## Localidades na vizinhança
O diagrama seguinte representa as localidades num raio de 24 km ao redor de Monument.